# Świerczów (województwo opolskie)
Świerczów (niem. Schwirz) – wieś w Polsce położona w województwie opolskim, w powiecie namysłowskim, w gminie Świerczów.
W latach 1975–1998 miejscowość położona była w województwie opolskim.
Miejscowość jest siedzibą gminy Świerczów.

## Nazwa
Nazwa wsi wywodzi się od polskiej nazwy drzewa - świerk. Heinrich Adamy zaliczył ją do grupy miejscowości, których nazwy wywodzą się "von swierk = Fichte (pinus abies)". W swoim dziele o nazwach miejscowych na Śląsku wydanym w 1888 roku we Wrocławiu wymienia najwcześniej zanotowaną nazwę wsi w obecnej polskiej formie Swierczów podając jej znaczenie "Fichtenort" - "Wieś świerków, świerkowa wieś". Niemcy zgermanizowali nazwę na Schwirz w wyniku czego utraciła ona swoje pierwotne znaczenie.
W księdze łacińskiej Liber fundationis episcopatus Vratislaviensis (pol. Księga uposażeń biskupstwa wrocławskiego) spisanej za czasów biskupa Henryka z Wierzbna w latach 1295–1305 miejscowość wymieniona jest w zlatynizownej formie Swirczow.
W alfabetycznym spisie miejscowości na terenie Śląska wydanym w 1830 roku we Wrocławiu przez Johanna Knie wieś występuje pod obecnie używaną, polską nazwą Swierczow oraz zgermanizowaną - Schwirz. Spis wymienia również leżący nieopodal folwark - obecnie Przygorzele w języku niemieckim Przigorselle oraz polskim Przygorzelle.

## Zabytki
Do wojewódzkiego rejestru zabytków wpisany jest kościół par. pw. Najświętszego Serca Pana Jezusa, z l. 1923-24.